# 阿部正識
阿部 正識（あべ まさつね）は、江戸時代中期の武蔵忍藩主。忠秋系阿部家7代。
明和元年（1764年）11月28日、阿部正敏の長男として生まれる。天明2年（1782年）12月18日に将軍徳川家治に初めて御目見し、従五位下美作守に叙任された。当初、父正敏は養嗣子の正陳を世継ぎとしていた。しかし、正陳が早世してしまったので正識が嫡子となった。天明7年（1787年）5月26日、家督を相続する。同年6月15日、豊後守に改任。しかし病弱だったため、幕府の役職に就くこともなく、寛政8年（1796年）2月21日、33歳で隠居し、紀州藩から養子・正由を迎えた。
享和3年（1803年）死去。享年40。絵画や書に長けていた。

## 系譜
父母
- 阿部正敏（父）
- 河合氏 ー 側室（母）

婚約者
- 阿部正倫の娘

子女
- 明子 ー 亀井茲尚正室、阿部正由の養女

養子
- 阿部正由 ー 徳川宗将の十一男